# Province de Chishima
Chishima (千島国, -no kuni) est une ancienne province du Japon qui a été créée pendant l'ère Meiji. Elle englobait à l'origine les îles Kouriles depuis l'île Kunashir au nord puis plus tard depuis l'île de Shikotan. Ce territoire appartient à la Russie depuis le traité de San Francisco.

## Histoire
- 15 août 1869, la province est établie est divisée en 5 districts.
- 1872, la population est de 437 habitants.
- Novembre 1875, la préfecture de Karafuto est cédée à la Russie en échange des îles Kouriles (traité de St Petersburg). La province est agrandie de 3 nouveaux districts.
- Janvier 1885, l'île de Shikotan est transférée de la province Nemuro à la province Chishima et devient un nouveau district de la province.

## Districts
- Kunashiri (国後郡)
- Etorofu (択捉郡)
- Furebetsu (振別郡) (supprimé en avril 1923)
- Shana (紗那郡)
- Shibetoro (蘂取郡)
- Shikotan (色丹郡)
- Uruppu (得撫郡) (acquis au traité de St Petersburg, cédé au traité de San Francisco)
- Shimushiro (新知郡) (acquis au traité de St Petersburg, cédé au traité de San Francisco)
- Shumushu (占守郡) (acquis au traité de St Petersburg, cédé au traité de San Francisco)